# Pomeroy Motor Vehicle Company
Pomeroy Motor Vehicle Company, vorher Pomeroy Manufacturing Company, war ein US-amerikanischer Hersteller von Automobilen.

## Unternehmensgeschichte
B. H. Pomeroy gründete 1902 die Pomeroy Manufacturing Company in Brooklyn im US-Staat New York. Er begann im März 1902 mit der Produktion von Automobilen. Der Markenname lautete zunächst Keromobile.
Im Juli 1902 änderte sich die Firmierung in Pomeroy Motor Vehicle Company. Die Fahrzeuge wurden nun als Pomeroy vermarktet. Im gleichen Jahr endete die Produktion.

## Fahrzeuge
Den Namen Keromobile erhielten die Marken, weil die Motoren mit Kerosin betrieben wurden. Zunächst gab es nur ein Modell. Ein Zweizylinder-Zweitaktmotor mit 8 PS Leistung trieb die Fahrzeuge an. Der Motor wog nur 39 kg. Einziger Aufbau war ein zweisitziger Runabout.
Für den Pomeroy wurde der Motor beibehalten. Nun standen zweisitziger Runabout, sechssitziger Surrey, Lieferwagen und ein Family Combination zur Wahl. Letzterer konnte als Runabout, Surrey und Lieferwagen genutzt werden.